# Вулиця Івана Мазепи (Сміла)
Вулиця Івана Мазепи — вулиця у місті Сміла Черкаської області. Розпочинається на кордоні Сміли та Малої Смілянки, закінчується перехрестям з вул. Полковника Болбочана. Названа на честь гетьмана лівобережної України Івана Мазепи.